# Ángel Rodríguez Lozano
Ángel Rodríguez Lozano es un físico (licenciado en Ciencias Físicas) y divulgador científico español, nacido en 1952 en La Garrovilla (provincia de Badajoz, Extremadura).

## Trayectoria profesional
Tras licenciarse en Ciencias Físicas, empezó el doctorado por la Universidad Complutense de Madrid (UCM), investigando fenómenos no lineales, Física del caos e intermitencias en oscilaciones en la Unidad de Fluidos del Instituto Pluridisciplinar de la UCM. Compaginó sus estudios de doctorado con la divulgación científica. Finalmente se centró en esta última, no llegando a defender su tesis doctoral.
Empezó a trabajar en Radio Nacional haciendo pequeñas colaboraciones dentro de otros programas hasta que abril de 1995 crea Vanguardia de la ciencia en Radio Exterior de España, que se encontraba bajo la dirección de Fermín Bocos que apoya el proyecto.
Más adelante crea El sueño de Arquímedes en Radio Nacional de España, con el mismo formato que Vanguardia de la ciencia.
Entre 1999 y 2003 fue responsable en Radio 3 de El Mono Temático, subdirector del programa En Clave de Ciencia de Radio 5, desaparecido en 2005, y colaborador en Hora América, de Radio Exterior de España.
En el año 2007 dentro del plan de reestructuración de empleo de Radio Nacional de España se le prejubila por lo que se cancelan los programas.
En febrero del año 2009 vuelve con una selección de programas divulgados por CIENCIA PARA ESCUCHAR.
Entre los contenidos se encuentran: La ciencia nuestra de cada día, Ulises y la Ciencia, Hablando con científicos, Ciencia y Genios, Quilo de Ciencia, Océanos de Ciencia, Ciencia Extrema y Vanguardia de la Ciencia.
Los programas están disponibles en http://cienciaes.com/.